# Elisabeth Eidenbenz

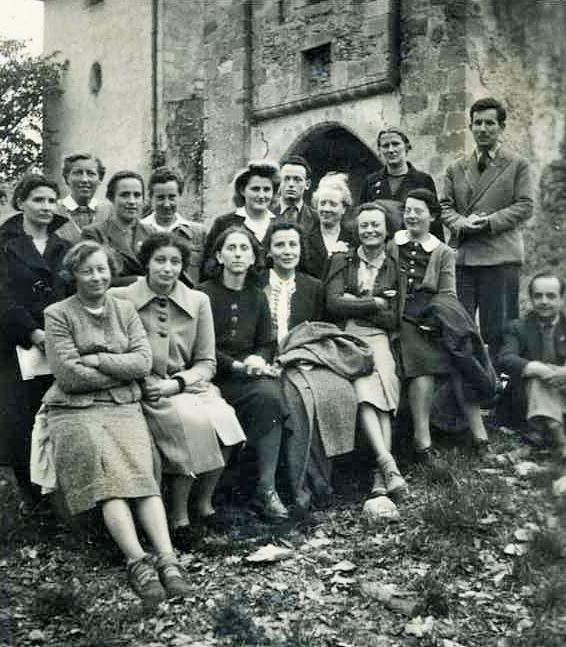
Elisabeth Eidenbenz (stehend, die dritte von links) Zusammenkunft SAK-Mitarbeiter, Château de la Hille, 1941

Elisabeth Eidenbenz (* 12. Juni 1913 in Wila; † 23. Mai 2011 in Zürich; heimatberechtigt in Zürich) war eine Schweizer Lehrerin. Sie wurde als Gerechte unter den Völkern geehrt.

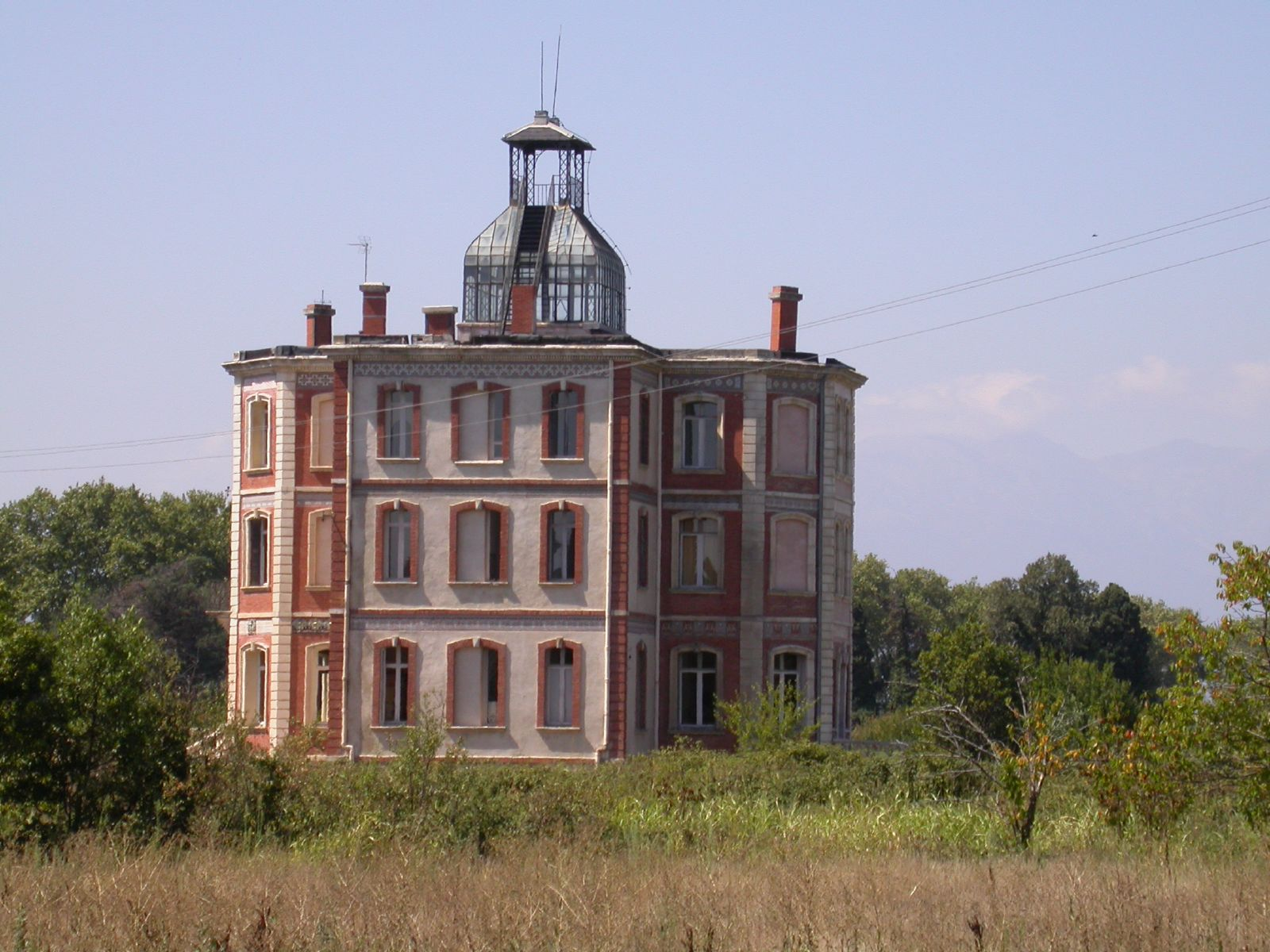
Die Maternité Suisse in Elne nach ihrer Restaurierung

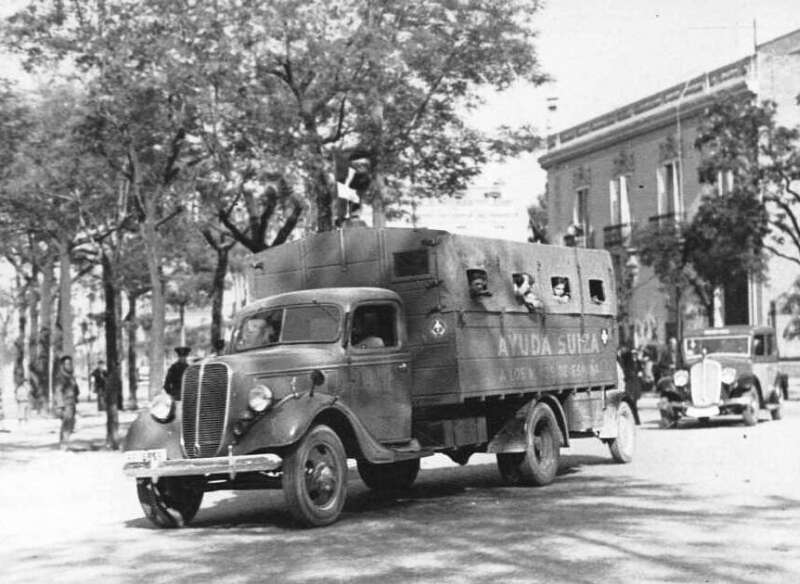
Evakuierung von spanischen Kindern durch die Ayuda Suiza 1937 in Madrid

## Leben
Elisabeth Eidenbenz wuchs als drittältestes von sechs Kindern des evangelischen Pfarrers Johann Albrecht und seiner Frau Marie Eidenbenz-Hess in Wila und Stäfa auf und besuchte dort die Volksschule. Ihr aus Deutschland eingewanderter Grossvater Hermann Eidenbenz war Bundespräsident der Jünglingsvereine und 1877 Mitbegründer des Blauen Kreuzes sowie 1887 des CVJM in Zürich.
Nach ihrer Ausbildung 1929–1933 als Primarschullehrerin im Lehrerinnenseminar der Töchterschule Zürich absolvierte sie 1934 die Haushaltungsschule in Neukirch an der Thur. Sie unterrichtete Schwererziehbare in Winterthur und eine Klasse von fünfzig Kindern im Industriequartier in Zürich. Sie war begeistert vom dänischen Volksschulsystem und besuchte 1937 einen Sommerkurs in der Privatschule Danebod in Fynshav, Dänemark, von wo sie auf Anfrage von Willi Begert vom Zivildienst direkt nach Spanien reiste.
Dort half sie ab Januar 1938 während des Spanischen Bürgerkrieges der Schweizerischen Arbeitsgemeinschaft für Spanienkinder (SAS) (Asociación de Ayuda Suiza a los niños de la guerra) bei der Betreuung von Flüchtlingen und Notleidenden. Im Standquartier der Ayuda Suiza in Burjassot sorgte sie für den Mitarbeiterhaushalt und später errichtete sie in Valencia eine Kantine, wo Kinder zweimal täglich Suppe und Milch abholen konnten. Aus dem grossen Lager verteilte sie Kleider und Schuhe. Im Dezember 1938 kehrte sie in die Schweiz zurück.
Nach der Niederlage der Republikaner gegen die Franco-Truppen wurde sie von Karl Ketterer überzeugt, Ende Januar 1939 von Zürich nach Frankreich zu reisen und in Brouilla bei Perpignan eine Mütterklinik einzurichten, in die er mit behördlicher Erlaubnis die schwangeren Frauen aus den Internierungslagern, wo Hunderttausende spanischer Flüchtlinge unter schrecklichen Bedingungen hausten, bringen konnte. Von März bis zur Schliessung am 20. September 1939 wurden dort 33 Kinder geboren.
In Elne, südlich von Perpignan, fand Elisabeth Eidenbenz im baufälligen Château d’Elne einen Ersatz für Brouilla. Die Schweizerische Arbeitsgemeinschaft für Spanienkinder (Ayuda Suiza, SAS) (ab 1940 Schweizerischen Arbeitsgemeinschaft für kriegsgeschädigte Kinder SAK) finanzierte den günstigen Kauf des Gebäudes und die zweimonatigen Restaurierungsarbeiten. Sie konnte die neue Schweizer Entbindungsklinik, die Maternité suisse d’Elne, einrichten und nahm ab Anfang Dezember 1939 erneut schwangere Frauen sowie unterernährte Kinder, ohne Rücksicht auf Nationalität oder Vorschriften, auf. 1942 hatte die Kinderhilfe des Schweizerischen Roten Kreuzes, als Nachfolgerin der SAK, die Maternité übernommen. Dem neutralen Roten Kreuz war es verboten, in Frankreich «politisch» verfolgten Juden zu helfen. Dies musste deshalb verdeckt geschehen.
Rodolfo Olgiati organisierte schweizerische Hebammen, die jeweils für einige Monate von der Pflegerinnenschule Zürich zur Hilfeleistung kamen. Von Dezember 1939 bis zur Schliessung kamen dort 603 Kinder zur Welt, darunter etwa 200 von jüdischen Müttern, viele weitere wurden gesund gepflegt. Im April 1944 wurde das Schloss vom deutschen Militär beschlagnahmt, weil die Invasion der Alliierten erwartet wurde. Innert vier Tagen musste alles gepackt und auf das Gehöft Montagnac nahe Saint-Côme-d’Olt (Département Aveyron) im Landesinnern gezügelt werden, wo Kämpfe zwischen der Résistance und der Wehrmacht stattfanden. Im Oktober 1944 kehrte Elisabeth Eidenbenz in die Schweiz zurück.
In Zürich machte sie ein Praktikum in der Sozialen Frauenschule. Anstatt die Schule zu besuchen, meldete sie sich bei der Schweizer Spende und zog 1946 nach Wien um, wo sie sich um Flüchtlingskinder der Vertriebenen aus den deutschsprachigen Gebieten in Osteuropa kümmerte. Sie fand eine geräumige Villa in Hadersdorf im Westen Wiens, wo sie ein Kinderheim für die Kleinsten einrichtete. Das Kinderheim wurde 1948 vom Hilfswerk der Evangelischen Kirchen der Schweiz (HEKS) übernommen und mit einer Haushalts- und Kinderpflegeschule erweitert, wo die arbeitslosen Flüchtlingsmädchen eine Ausbildung erhielten. Nach dem Ungarnaufstand 1956 wurden ungarische Mütter mit ihren Kindern aufgenommen. Elisabeth Eidenbenz arbeitete dort bis zu ihrer Pensionierung 1975 und zog dann nach Rekawinkel im Wienerwald.
Von 2009 bis zu ihrem Tod 2011 lebte sie in einem Altersheim in Zürich. Sie verstarb drei Wochen vor Vollendung ihres 98. Lebensjahres. Am 27. Mai 2011 wurde ihre Urne auf dem Friedhof Witikon Kirchhof beigesetzt.
Der Nachlass befindet sich im Archiv für Zeitgeschichte in Zürich. 
Der Schweizer Graphiker Hermann Eidenbenz war ihr Cousin.

## Auszeichnungen und Ehrungen
- Ihr Engagement geriet in Vergessenheit. Erst als ein junger belgischer Diplomat jüdischer Abkunft, Guy Eckstein, 1991 nach seiner Geburtsurkunde forschte und auf der Urkunde des Amtes von Elne den Namen der verantwortlichen Schweizerin las, forschte er nach ihr und machte ihre Taten bekannt.[8]
- 2002 kehrten rund sechzig der einst von Eidenbenz Betreuten nach Elne zurück, um La Señorita zu ehren, wie sie von den Überlebenden noch heute genannt wird. Darunter waren Spanier, Juden und Roma, von denen einige Elisabeth Eidenbenz ihr Leben verdanken. Für ihren Mut und ihre aussergewöhnliche Entschlossenheit wurde ihr dabei durch die Hand des israelischen Generalkonsuls in «ihrem» Schloss der Ehrentitel Gerechte unter den Völkern verliehen. Das Schloss wurde von der Stadt Elne gekauft und darin ein Museum über die Maternité eingerichtet.
- 2005 erhielt sie den Ehrendoktor der Acadèmia de Ciències Mèdiques i de la Salut de Catalunya i de Balears, Barcelona.
- 2006 wurde ihr in der Spanischen Botschaft in Wien das Goldene Ehrenkreuz des Civil-Ordens der Königin Sofia De la Solidaridad verliehen.
- Von Katalonien erhielt sie das Sankt-Georgs-Kreuz.
- Sie ist Ehrenbürgerin der Stadt Elne.
- 2007 ernannte die französische Regierung sie zum Ritter (Chevalier) der Ehrenlegion.
- 2009 wurde sie vom Gemeinderat Wila mit dem Preis «Preis für besondere Verdienste»[10] sowie mit der Ausstellung Kinder von Elne im Museum des Schweizerischen Roten Kreuzes in Genf geehrt.

## Berichte und Broschüren der Schweizerischen Arbeitsgemeinschaft für Spanienkinder (SAS)
- Bericht von Elisabeth Eidenbenz über die Milchausgabe der SAS in Burjasot-Valencia, Dezember 1938, 2 Seiten
- Aus der Arbeit für die spanischen Flüchtlingskinder in Frankreich. Briefe unserer schweizerischen Mitarbeiter, Zürich Mai 1939, 4 Seiten
- Sekretariatsbericht, Zürich, 3. Mai 1939, 4 Seiten
- Ruth von Wild: Bericht Nr. 1 der Colonie Suisse LE LAC près Sigean, 22. Juli 1939, 5 Seiten
- SAS (Hrsg.): Ayuda Suiza. Zürich, 14 Seiten
- SAS (Hrsg.): Trikolore und Schweizerkreuz. Basel, 20 Seiten